# Соломон, Джон
Джон Чарльз Соломон (англ. John Charles Solomon; 11 февраля 1883, Камборн, Юго-Западная Англия — 27 июня 1952) — британский регбист, призёр летних Олимпийских игр.
Соломон участвовал в летних Олимпийских играх 1908 года в Лондоне в соревнованиях по регби. Его сборная провела единственный матч против Австралазии и проиграла его, заняв второе место и получив серебряные медали.